# Juigalpa
Juigalpa (del náhuatl: Xiwikalpan) es un municipio y una ciudad de la República de Nicaragua, cabecera del departamento de Chontales. Por estar ubicada la ciudad de Juigalpa en los mismos territorios del antiguo dominio de los chontales, en excavaciones se han encontrado piezas de cerámica y estatuas de piedra labradas, con decoraciones propias de una cultura avanzada y con un buen sentido de la belleza estética y artística. Esta ciudad como otros lugares del país, tiene su propio origen, historia, costumbres, cultura y desarrollo.

## Toponimia
El nombre Juigalpa se deriva de voz mexicana que significa “tierra abundante de jícaros” en lengua indígena. Según el lingüista, Alfonso Valle, Juigalpan es atribuido a un vocablo mexicano que significa “Criadero de caracolitos”.

## Geografía
Juigalpa se encuentra ubicado a una distancia de 140 kilómetros de la capital de Managua sobre la Carretera a El Rama.

### Límites
Limita al norte con el municipio de Cuapa, al sur con el municipio de Acoyapa y el Lago Cocibolca, al este con los municipios de La Libertad y San Pedro de Lóvago y al oeste con el municipio de Comalapa.

### Ubicación
La ciudad de Juigalpa, está ubicado en el departamento de Chontales, entre las estribaciones de la cordillera de Amerrisque. La carretera pasa por las partes más bajas de la ciudad con la elevación en ambos lados. Los puntos más altos de la ciudad ofrecen vistas despejadas de la cordillera de Amerrisque.

## Historia
Juigalpa era una de las muchas comunidades nativas americanas que ya existían en el momento de la conquista española de Nicaragua, y el sitio figura en el primer período de evaluación de impuestos del país desde 1548.
En 1659, el alcalde Jerónimo Villegas solicitó un terreno a un representante del gobierno español, Sebastián Álvarez, para la fundación de una ciudad. Esta solicitud fue concedida el 24 de abril de 1668.
Cuando se formó el departamento de Chontales en 1858. La ciudad de Juigalpa fue elevada al rango de villa el 4 de febrero de 1862. Acoyapa fue designada como su primera capital, pero en 1865 la capital se trasladó a Juigalpa. La capital se trasladó a Acoyapa en 1866, para volver a Juigalpa el 11 de junio de 1877, fue declarada capital del departamento por segunda y última vez luego de una disputa de 19 años con Acoyapa. Juigalpa fue nombrada ciudad el 27 de enero de 1879. En 1935 la extensión territorial del departamento se vio reducida con la creación del departamento de Boaco y luego en 1949 con la separación del territorio de lo que hoy es el departamento de Río San Juan.

## Demografía
Juigalpa tiene una población actual de 61,571 habitantes. De la población total, el 47.4% son hombres y el 52.6% son mujeres. Casi el 87.9% de la población vive en la zona urbana.

## Economía
En comparación con otras partes de Nicaragua, Juigalpa es bastante próspera. El departamento de Chontales produce el 90% de la carne vacuna en Nicaragua, además del 80% de los productos lácteos de la región, y son las industrias dominantes en la región. Debido a que Juigalpa es la ciudad más grande de la región, también tiene muchas empresas del sector comercial y de servicios.

### Actividad económica
Su actividad principal es la ganadería.

## Infraestructura
El servicio eléctrico es muy consistente en relación con el lado pacífico de Nicaragua, ya que no comparte una planta de energía con Managua.

### Transporte
Todas las rutas de autobús desde y hacia Juigalpa se pueden encontrar en el Mercado Mayoreo en Managua. Juigalpa está aproximadamente a tres horas de Managua en bus ordinario y dos horas en bus expreso. También hay helicópteros chárter disponibles desde Managua. Los taxis son el medio de transporte predominante dentro de la ciudad.

### Telecomunicaciones
El teléfono fijo convencional es proporcionado por Enitel, la compañía telefónica nacional. Las dos empresas de telefonía celular en Nicaragua, Claro y Tigo, tienen una amplia cobertura en Juigalpa.

#### Medios de comunicación
Hay un puñado de estaciones de radio en Juigalpa, incluidas Radio Asunción 720 AM, Radio Centro 870 AM, Radio Sabrocita 100.1 FM y Estéreo Medidano 94.1 FM. Hay dos canales de televisión locales, Canal 14 y Canal 20.

## Religión
En su mayoría la religión dominante es la católica seguida de la protestante (evangélicos, mormones, testigos de Jehová).

## Educación
En Juigalpa hay muchas ramas de universidades nicaragüenses y centroamericanas:
- Universidad Nacional de Ingeniería (UNI)
- Universidad Cristiana Autónoma de Nicaragua (UCAN)
- Universidad Internacional (UNIVAL)
- Universidad Nacional Agraria (UNA)
- Universidad Nacional Autónoma de Nicaragua (UNAN)
- Universidad Popular de Nicaragua (UPONIC)

## Festividades

### Fiestas patronales
La ciudad de Juigalpa tiene como Patrona a Nuestra Señora de La Asunción, celebrada el 15 de agosto anualmente.
Entre las actividades destacan:
- Celebraciones religiosas y novenarios en distintos puntos de la ciudad.
- Ferias y juegos mecánicos en la zona central de la ciudad.
- Corridas de toros y alboradas del 12 de agosto al 16 del mismo mes.

## Ciudades hermanadas
Tienen dos ciudades neerlandesas con:
| - La Haya | - Leiden |